# 慶山サービスエリア
慶山サービスエリア（キョンサンサービスエリア）は慶尚北道慶山市の京釜高速道路上（ソウル方向のみ）にあるサービスエリア。大新（テシン）企業株式会社が管理している。

## 道路
- 京釜高速道路

## 施設
- カフェテリア
- コーヒー専門店
- コンビニエンスストア（ジョイマート）
- スナック
- キムパプ専門店
- うどん
- CDショップ
- 案内所（携帯電話充電、インターネット、FAX）
- 遊具
- 現金自動引出機
- 化粧室
- 新羅古墳公園
- 軽整備
- ガソリンスタンド（SKグループ）
- 駐車場(大型41台、小型143台)

## 隣
- 永川IC - 慶山SA - 慶山IC